# رمنت
رمنت، روستایی است از توابع بخش مرکزی شهرستان بابل در استان مازندران ایران. روستای رمنت از روستاهای پرجمعیت شهرستان بابل می باشد. فاصله روستا تا مرکز شهرستان ۵ کیلومتر و در شرق بابل قرار دارد.
رمنت به معنای گلزار می‌باشد و این کلمه روسی زبان می‌باشد. رمنت منطقه ای پر از گل می‌باشد و بازرگانان روسی در هنگام گذر از این منطقه و تماشای آن، نام این منطقه را رمنت و یعنی گلزار نامیده‌اند. این روستا شامل چند بخش: اسپی‌کلا، پیرتکیه، بالا محله، پایین محله و … است. رمنت شامل ۴ آبندان و جاده آن به انتهای محله منتهی می‌شود.

## جمعیت
این روستا در دهستان فیضیه قرار دارد و براساس سرشماری مرکز آمار ایران در سال ۱۳۸۵، جمعیت آن ۳۲۵۰ نفر (۷۹۰خانوار) بوده‌است.